# Iaslovăț
Iaslovăț je rumunská obec v župě Sučava. Žije zde přibližně 4 600 obyvatel.

## Rodáci
- Emil Bodnăraș (1904-1976) – komunistický politik a armádní činitel